# Antonios Varthalitis
Antonios Varthalitis AA, griechisch Αντώνιος Βαρθαλίτης, Antónios Varthalítis; (* 1. Januar 1924 in Vari/Syros, Griechenland; † 27. Oktober 2007 in Athen) war von 1962 bis 2003 römisch-katholischer Erzbischof von Korfu, Zakynthos und Kefalonia.

## Leben
Antonios Varthalitis trat der Ordensgemeinschaft der Assumptionisten (Augustiner von der Himmelfahrt) in Athen bei. Er studierte Theologie und Philosophie in Lyon. Am 11. Januar 1953 empfing er die Priesterweihe. Er war anschließend als Pfarrer in der Gemeinde St. Peter and St. Paul in Piräus tätig und engagierte sich in der Ökumene mit der griechisch-orthodoxen Kirche.
1962 wurde er von Papst Johannes XXIII. zum Erzbischof des Erzbistums Korfu, das die griechischen Inseln Korfu, Kefalonia und Zakynthos umfasst, ernannt. Die Bischofsweihe spendete ihm Venedictos Printesis, Erzbischof von Athen; Mitkonsekratoren waren Ioánnis Perrís, Erzbischof von Naxos, Andros, Tinos und Mykonos, sowie Georges Xenopulos SJ, Bischof von Syros (und Milos). 1992 wurde er von Papst Johannes Paul II. zum ersten Apostolischen Vikar von Thessaloniki bestellt.
Er engagierte sich in der Kommission der Bischofskonferenzen der Europäischen Gemeinschaft (COMECE) und dem Rat der europäischen Bischofskonferenzen (CCEE).
1999 erhielt er den Spitznamen „Inselbischof“. Zeitlebens betrieb Antonios Varthalitis in der Nähe von Athen einen 4.000 m² großen Obst- und Gemüseanbau; die Gurken, Tomaten und Auberginen verteilte er an ältere Bewohner in seinem Bistum.
2003 wurde seinem Rücktrittsgesuch von Johannes Paul II. stattgegeben.